# Беневский, Аркадий Семёнович
Аркадий Семёнович Беневский (1840—1913) — военный и государственный деятель, генерал от инфантерии (16.02.1901), помощник Приамурского генерал-губернатора, временно исполнял должность Приамурского генерал-губернатора (1891).

## Биография
Родился 29 марта 1840 г., в семье дворян Могилёвской губернии. По окончании курса в Александровско-Брестском кадетском корпусе, Константиновском военном училище (1859) и Николаевской академии Генерального штаба (по 1-му разряду) последовательно занимал должности: с 31.07.1865 состоял при штабе Киевского военного округа, с 04.04.1869 года помощник старшего адъютанта, а с 24.09.1872 — старший адъютант и состоящий для поручений (до 06.11.1875) при штабе того же округа, с 06.11.1875 — заведующий отделением по мобилизации войск в том же штабе, с 27.12.1875 — полковник, а с 04.08.1878 — командир 19-го пехотного Костромского полка.
С 15.05.1880 — помощник начальника штаба Восточно-Сибирского военного округа и с 14.07.1884 — Приамурского военного округа. В том же году 20.11.назначен командиром 2-й Восточно-Сибирской стрелковой бригады. Высочайшим приказом от 27.02.1886 назначен и. д. военного губернатора и командующим войсками Амурской области и наказным атаманом Амурского казачьего войска. С 30.08.1886 — генерал-майор с утверждением в должности.
В августе 1891 назначен временно исполняющим обязанности приамурского генерал-губернатора, 14.03.1892 — начальником штаба Киевского военного округа, с 30.08.1893 — генерал-лейтенант, а с 12.03.1894 — помощник начальника Главного штаба Военного министерства. С 20.01.1898 — состоящий в распоряжении Военного министра. С 28.04.1898 — помощник Приамурского генерал-губернатора.
С 12.02.1903 — член Военного совета Военного министерства.
Почётный гражданин гг. Благовещенска и Хабаровска, почётный мировой судья в округе Владивостокского окружного суда.
В честь А. С. Беневского в 1906 году в Амурской области было названо село Аркадьевка. (Село, основанное в 1892 г., первоначально было названо «Аркадие-Семёновка» (по другим сведениям — «Беневское»), но позже в названии осталось только имя губернатора).
В Приморском крае в честь А. С. Беневского названо село Беневское.
После выхода в отставку переехал в приобретённое женой имение Дубровка. Скончался 3 (16) апреля 1913 г. в своём имении Дубровка, где и похоронен.

## Семья
- Жена — Беневская (урожденная Иващенко) Нина Викторовна (1850-1906)
- Сын — Беневский Михаил Аркадьевич (1878—1897)
- Сын — Беневский Иван Аркадьевич (1880—?)
- Дочь — Беневская, Мария Аркадьевна (1882—1942) — эсерка, политкаторжанка; корреспондент и адресат Л. Н. Толстого.[4]
- Внучка -  Елизавета Ивановна Беневская, сотрудник и студентка МЭИ. Ушла на фронт добровольцем. Воевала в составе в/ч 9903 вместе с В. Волошиной и З. Космодемьянской. Погибла зимой 1942 года. Посмертно награждена орденом Красной Звезды.